# Arma ligeira
Arma ligeira é a designação técnica militar das armas portáteis, capazes de ser transportadas e operadas por uma única pessoa, por oposição às armas pesadas. O termo "arma ligeira" aplica-se normalmente apenas às armas típicas de infantaria, incluindo pistolas, pistolas-metralhadoras, carabinas, espingardas, fuzis e metralhadoras ligeiras. As granadas de mão, as metralhadoras pesadas e os lança-granadas podem ser ou não classificadas como armas ligeiras, dependendo do sistema de classificação em uso em cada país.
Apesar das armas de apoio de infantaria não serem normalmente consideradas armas ligeiras, a definição utilizada pela OTAN inclui nesta classificação todas as armas portáteis coletivas de tiro direto, com calibre inferior a 50 mm, incluindo aquelas com capacidade secundária contra veículos levemente blindados e helicópteros.
As armas ligeiras podem ainda ser subdivididas em armas curtas e armas longas. Nas primeiras incluem-se, normalmente, as pistolas e as pistolas-metralhoras. Nas armas longas incluem-se as restantes armas ligeiras.